# 埃克托尔·何塞·坎波拉
埃克托尔·何塞·坎波拉（西班牙語：Héctor José Cámpora，1909年03月26日—1980年12月19日），是一位阿根廷政治家、牙醫。他曾於1973年5月至7月間任阿根廷總統，也曾於1948年至1953年間擔任阿根廷眾議院議長。在1955年政變時被逮捕入獄，之後，於1957年與其他政治犯逃獄，在智利避難。在庇隆主義者的抵抗運動時期，他於1971年被庇隆委任為在阿根廷的私人代表。從那時起，他成為重組正義黨的領導層的一員。他執行了回歸行動，由此，庇隆於1972年11月17日從逃亡中返回阿根廷；他也挫敗了獨裁政府1966年推出的軍事獨裁控制下進行選舉的計劃，用1973年的選舉打開了光復民主的道路。由於胡安·庇隆被禁止參加選舉至1973年5月，庇隆親自任命他為總統候選人，並以49.5％得票率獲勝。
在庇隆主義的第三階段的第一個總統任期，他於1973年任阿根廷總統49天，也被稱為坎波拉主義者之春（primavera camporista）。他的短暫政府任期因為工會和企業主之間的社會契約而格顯突出，這契約維護了他的工業主義經濟政策。在1973年7月13日他辭去總統職位後，協助實現了1955年以來首次沒有限制的選舉，庇隆以62％得票率獲勝。
1975年庇隆逝世之後，在伊莎贝尔·庇隆總統任內，他被驅逐出正義黨。在1976年3月24日軍事政變當晚，他和家人逃過了武裝團夥的暗殺，在墨西哥駐阿根廷大使館避難三年，之後，軍政府同意他逃亡到墨西哥。

## Bibliography
- Miguel, Bonasso. . Buenos Aires: Planeta. 1997. ISBN 950-742-796-1.